# Ciclopropè
El ciclopropè és un compost orgànic amb la fórmula química C₃H₄. És el cicloalquè aïllable més simple. Té una estructura triangular. Com que l'anell és altament tensionat el ciclopropè és difícil de preparar i a la vegada és d'estudi interessant. Com el ciclopropà, l'anell de carboni del ciclopropè és planar. La reduïda llargada del doble enllaç alquè comparada amb l'enllaç simple de l'alcà causa que l'angle oposat al doble enllaç sigui tan estret com uns 51° respecte a l'angle de 60º que es troba en el ciclopropà. els carbonis alquens fan servir la hibridació sp2.68 per l'anell.
La primera síntesi confirmada del ciclopropè va ser portada a terme per Dem'yanov i Doyarenko.

## Compostos relacionats
- Àcid malvàlic que és un àcid gras tòxic que es troba en l'oli de cotó.
- 1-Metilciclopropè (1-MCP) usat per alentir la maduració dels fruits.[4][5]
- Borirens, fosfirens, i silirens són ciclopropens substituïts per Bor, fòsfor i silici amb les fórmules RBC₂R'₂, RPC₂R'₂, i R₂SiC₂R'₂.